# Jan Mertens
Jan Mertens, né le 2 mars 1904 à Hoboken et mort le 21 juin 1964, est un coureur cycliste belge. Professionnel de 1926 à 1931, il a remporté le Tour des Flandres en 1928 et s'est classé quatrième du Tour de France 1928.

## Palmarès
- 1922
  - 3e de Binche-Tournai-Binche
- 1923
  - Bruxelles-Bellaire
- 1924
  - Bruxelles-Luxembourg-Mondorf
  - 2e de Bruxelles-Bellaire
  - 3e du championnat de Belgique sur route des indépendants
  - 3e de Bruxelles-Liège
- 1925
  - 7e étape du Tour de Belgique indépendants
  - 3e du Tour de Belgique indépendants
- 1926
  - Coupe Sels
  - 2e du Grand Prix de l'Escaut
- 1927
  - 2e étape du Tour de Belgique
- 1928
  - Tour des Flandres
  - 3e du Grand Prix de l'Escaut
  - 4e du Tour de France
- 1930
  - 3e du championnat de Belgique de cyclo-cross

## Résultats sur le Tour de France
- 1926 : 26e du classement général
- 1928 : 4e du classement général
- 1930 : 15e du classement général